# Médiévalisme
Ne doit pas être confondu avec médiévisme.

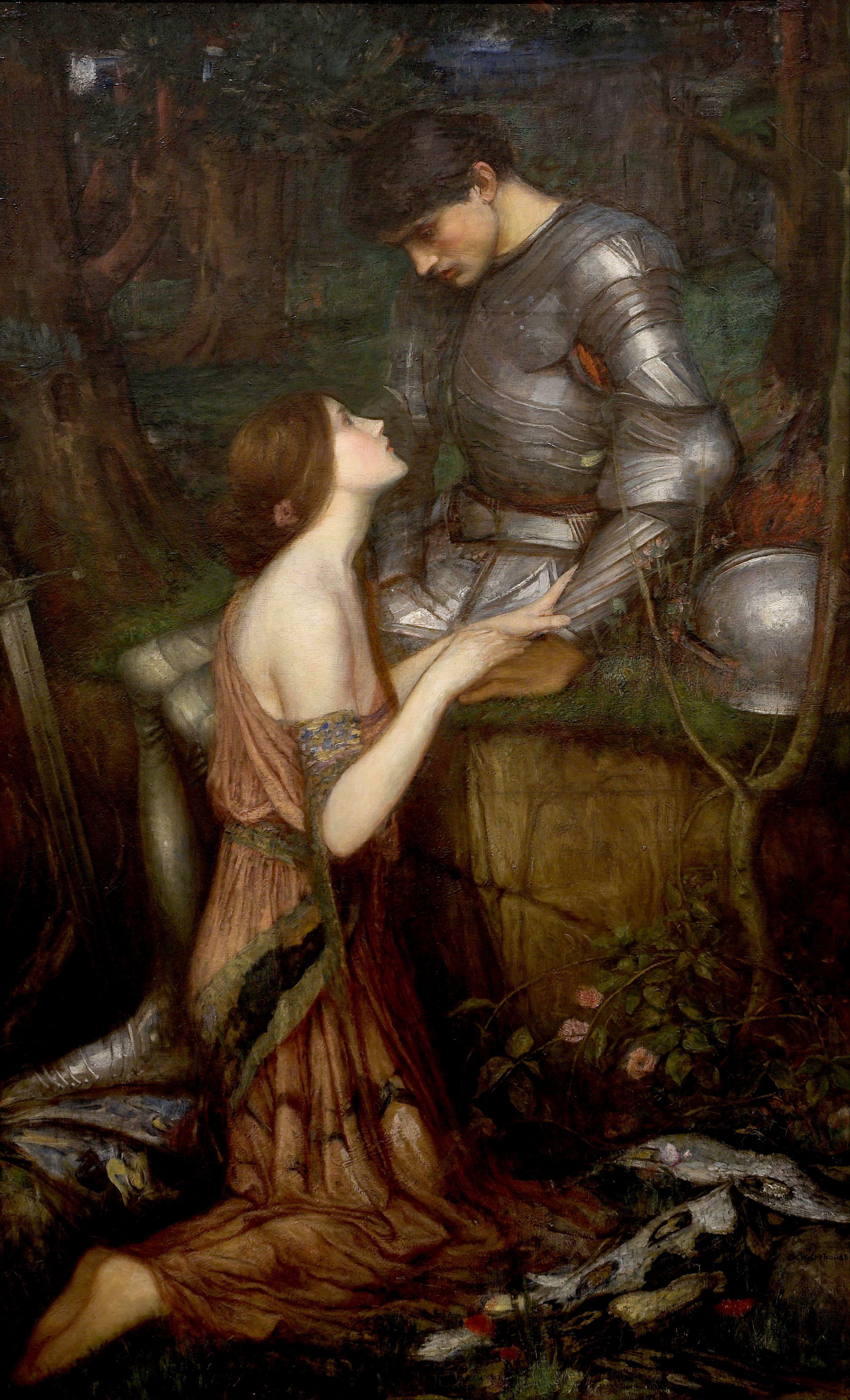
Lamia, tableau préraphaélite du peintre britannique John William Waterhouse, 1905.

Le médiévalisme désigne l’ensemble des représentations post-médiévales du Moyen Âge. Il s'agit d'un discours politisé, adaptant des éléments culturels considérés comme médiévaux pour répondre aux préoccupations contemporaines. L'ambition est de proposer une représentation adaptée à l'époque, au lieu, à l'ancrage social, aux contraintes des médias utilisés ainsi qu'à l'horizon d'attente du public visé. Le médiévalisme consiste également en l’étude de ces dites représentations.

## Définition
Selon Vincent Ferré, le médiévalisme est la « réception du Moyen Âge aux siècles ultérieurs (en particulier aux XIXe – XXIe siècles) dans son versant créatif et son versant érudit », et l'historien italien Tommaso di Carpegna Falconieri le décrit comme la « projection dans le présent d’un ou plusieurs Moyen Âge idéalisés ». Gil Bartholeyns considère quant à lui que le Moyen Âge est l'altérité historique paradigmatique de la culture européenne, "le 'ça' historique de l'Occident".
Plus concrètement, le versant créatif du médiévalisme recouvre, selon Benoît Grévin, « l’ensemble des artefacts et manifestations sociales, politiques et culturelles qui sont élaborés dans une volonté consciente de recréer ou d’imiter en tout ou partie le Moyen Âge ». Le médiévalisme consiste donc en la réappropriation du Moyen Âge dans la littérature, le cinéma, la musique, l’histoire, la politique, l’architecture, la bande dessinée...
Le médiévalisme se transforme en « médiévalgie » (pour reprendre la notion forgée par Joseph Morsel ), lorsqu'il repose sur la nostalgie d'un âge d'or, elle-même suscitée par les crises que l'Occident a connues, depuis les années 1970 notamment.
Depuis les années 1970, des intellectuels européens et américains se consacrent d'ailleurs à l'étude de la construction de ce Moyen Âge imaginaire et idéalisé.
Il ne faut pas confondre le terme avec le médiévisme, l'étude du Moyen Âge.

## Aspects

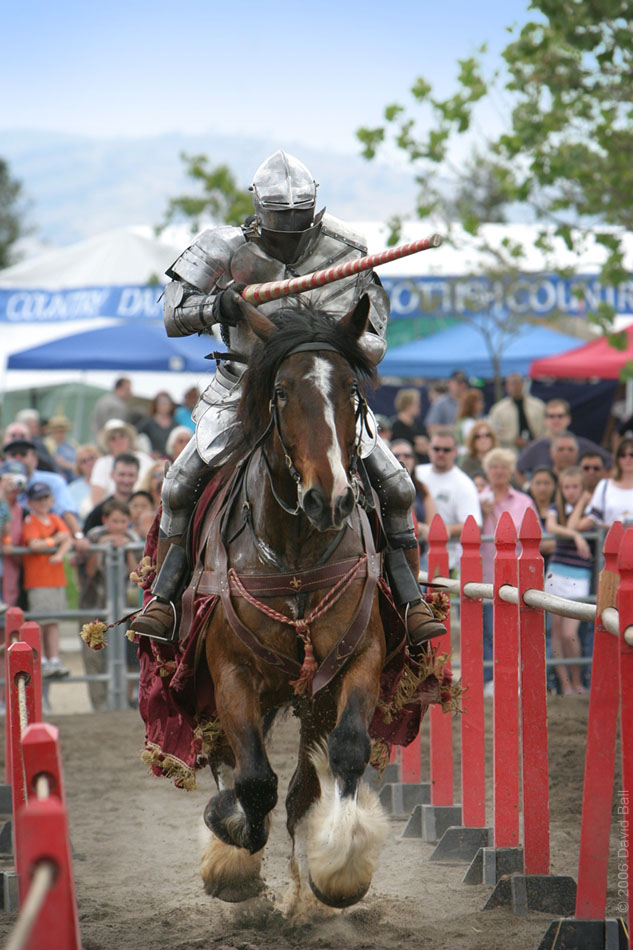
Spectacle de joute équestre durant une fête médiévale.

Le médiévalisme se traduit par de multiples productions et manifestations sociales, politiques et culturelles. Les fêtes médiévales animent villes et sites historiques, à l'instar de la Fête de la pressée, se déroulant au moment des vendanges, dans le vieux village de Chenôve (Côte d'Or). Autour du pressoir banal des ducs de Bourgogne, les bénévoles incarnent des métiers artisanaux représentatifs du village médiéval : vigneron, tonnelier, vannier, forgeron, dresseur de faucons. Les visiteurs participent également au folklore à travers de multiples activités : tir à l'arc, balade à cheval, dégustation du "bourru" et du  "pain bis".
Au cinéma, le Moyen Âge connaît un succès qui ne se dément pas, même si le septième art s’est surtout approprié deux de ses périodes marquantes, celles des Croisades et de la guerre de Cent Ans. Souvent réalisés à l’aide de conseillers historiques, les films ainsi produits ont pour objectif de divertir et représentent généralement un Moyen Âge vulgarisé, s’écartant de la réalité historique. Mais d'autres tâchent de rester fidèles à celle-ci, à l’instar de Jeanne Captive, sorti en 2011 et dépeignant la célèbre histoire de Jeanne d’Arc. Les séries ne sont pas en reste, puisque KnightFall, sortie en 2017, porte sur la Chrétienté européenne et plus précisément sur les Croisades. Elle relate en effet l'histoire de l'ordre militaire des Templiers à qui la tâche de protéger le Saint Graal a été confiée. La fantasy, quant à elle, imprègne aussi bien les films et les séries que les livres à succès.

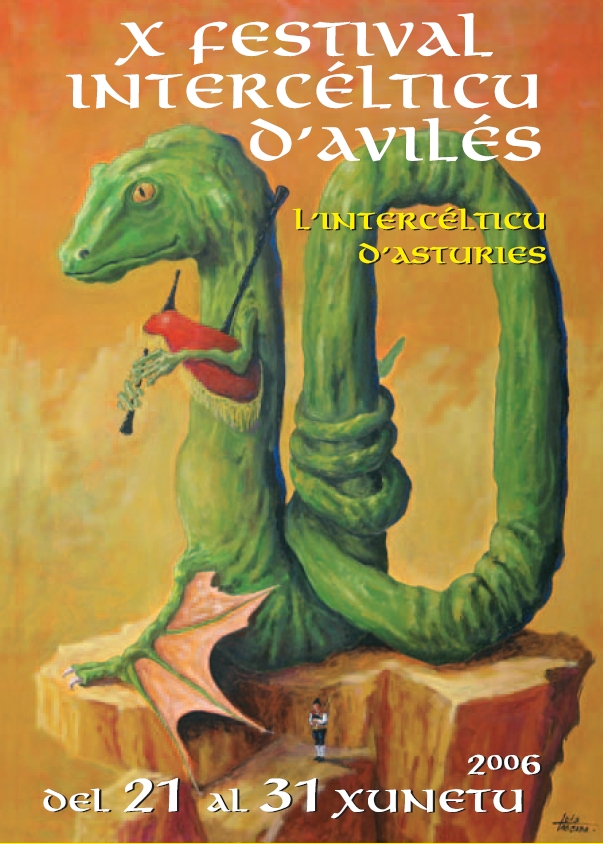
Affiche d'un festival de musique celtique.

La musique dite « celte » est aussi un avatar du médiévalisme, même si le médiévalisme musical se caractérise par un certain éclectisme mêlant paganisme nordique, germanique et folk. Cette musique se décline en metal folk, metal celtique ou encore rock progressif médiéval. Les groupes composent des balades d’inspiration médiévale, comme Herr Mannelig, une chanson suédoise créée en 1877. Elle raconte la demande en mariage d’une troll des montagnes à un chevalier. Pour recréer l’atmosphère médiévale, les compositeurs se fondent sur la tradition des mélodies et des textes médiévaux, tirés de préférence de la culture celtique ou récupérés de la philologie des traditions populaires. Le metal, quant à lui, relève du médiévalisme à différents titres : en raison de ses instruments, comme lorsque le groupe néo-folk Wardruna utilise des répliques d’instruments normands/vikings et imprègne ses textes d’allusions chamaniques. Ou de ses textes, comme avec le groupe de power metal Sabaton dont les textes décrivent des événements ou des personnages célèbres médiévaux.
Loin d'être uniquement folklorique, le médiévalisme rejaillit dans les discours politiques, par exemple chez les néo-conservateurs américains et au sein de la Ligue Lombarde en Italie. En 2001, le président américain George W. Bush appelait à la « croisade » contre « l’axe du mal ». Le terroriste norvégien Anders Behring Breivik se définissait comme un templier. Le Moyen Âge est instrumentalisé dans les projets indépendantistes en Europe de l'Ouest (Écosse, Catalogne, Flandres), époque où ces régions formaient des principautés ou des royaumes puissants ou indépendants.
Parallèlement s'opère une comparaison entre la société actuelle et le Moyen Âge. Le monde contemporain est vu à l'aune du Moyen Âge. On dit d'une pratique jugée archaïque qu'elle est moyenâgeuse. L'affaiblissement actuel des États-nations au profit de structures politiques et financières transversales rappelle chez certains auteurs le modèle féodal.

## Des images du Moyen Âge ambivalentes
Le médiévalisme est pétri de contradictions tant chacun peut trouver midi à sa porte dans le long millénaire médiéval qui s'étend de la chute de l'Empire romain d'Occident (476) à la découverte de l'Amérique par Christophe Colomb (1492).
Le Moyen Âge véhicule tantôt une image positive, celle du merveilleux (fée, magie), celle de héros (les chevaliers, le mythe arthurien), celle des cathédrales et des châteaux. À l'inverse, il peut renvoyer à des temps obscurs, époque des barbares, de la peste, de la violence, de l'injustice et du fanatisme. Dans la série Game of Thrones, par exemple, c'est la pérennité des institutions telles que la Garde de Nuit qui est mise en scène et qui contribue ainsi à donner au Moyen Âge un caractère immuable. En partie calquée sur le modèle féodal, la série donne l’image d’un monde médiéval constant, mais elle mélange des éléments tirés de différentes périodes du Moyen Âge. Les Dothraki de Khal Drogo, par exemple, font penser aux Mongols de Gengis Khan du XIIIe siècle, de même que la bataille de la Néra, au cours de laquelle le feu grégeois est utilisé, évoque le siège de Constantinople (674-678) par les armées arabes. À l'inverse, certains éléments structurants de la société médiévale telles que la religion sont quasiment absents de la série.
Le médiévalisme sert parfois de fondement aux idéologies ultranationalistes (par exemple en Hongrie) mais il se présente généralement sous une forme divertissante et inoffensive. Il est d'ailleurs intéressant de voir qu'il est le dénominateur commun de nombreux courants politiques, chacun ayant en quelque sorte son propre médiévalisme. C'est ce qu'attestent les usages contrastés du Seigneur des anneaux de J. R. R. Tolkien : en Italie, l’œuvre cultive l'imaginaire de la droite post- et néo-fasciste, tandis qu’en Allemagne elle inspire les écologistes et la gauche.

## Histoire du médiévalisme

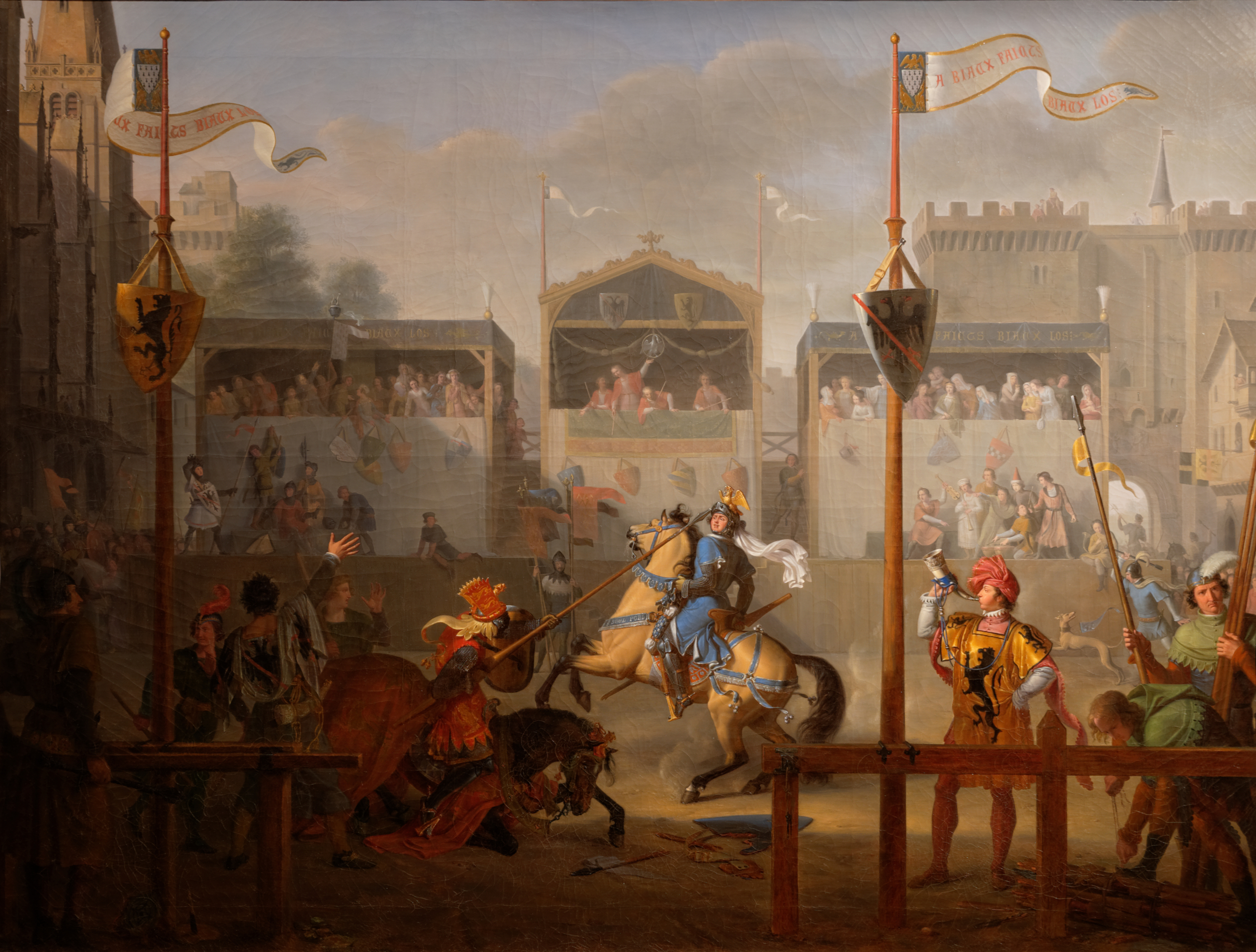
Le Tournoi, peinture de style troubadour par Pierre Révoil, musée des Beaux-Arts de Lyon, 1812.

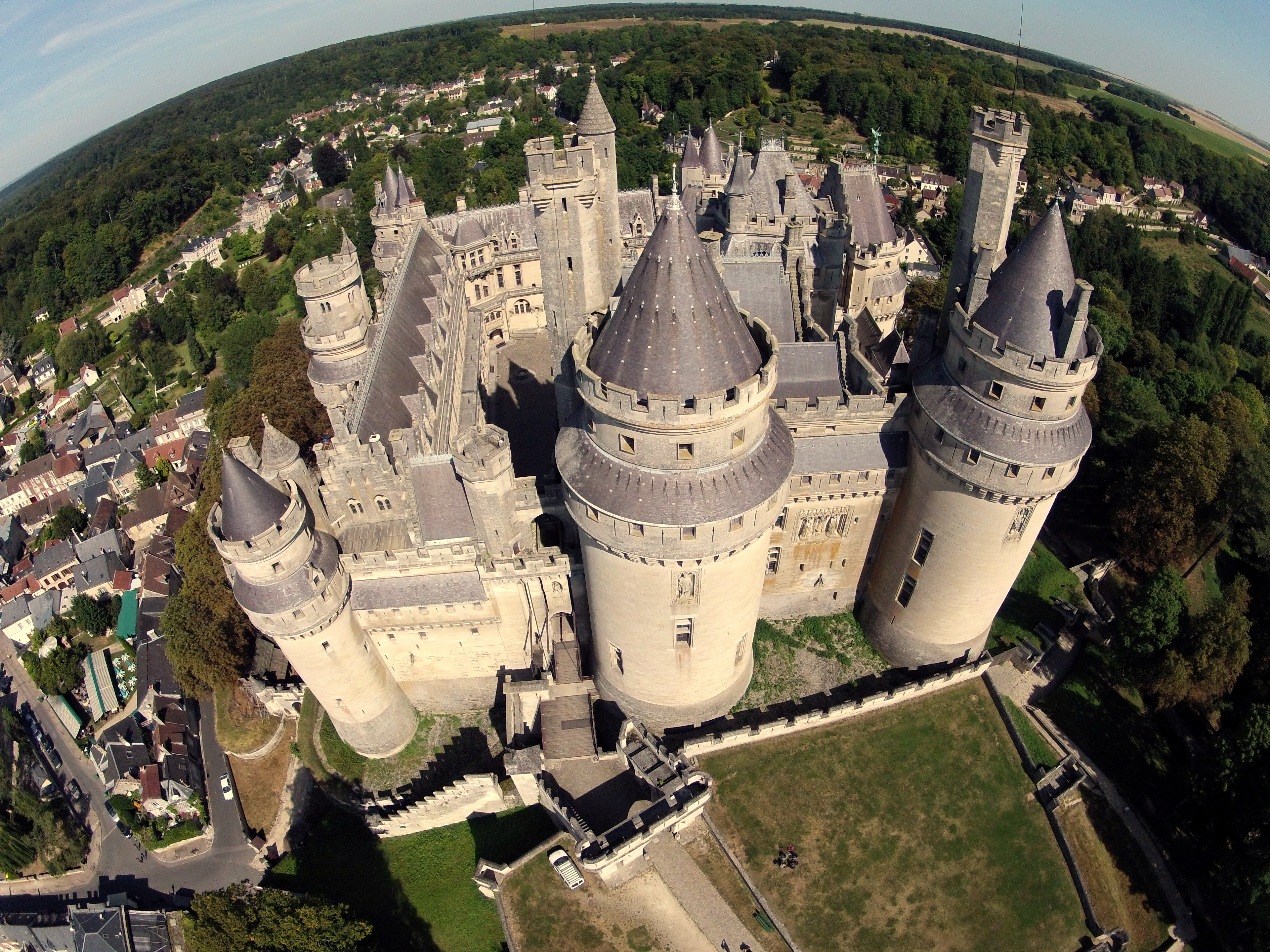
Le château de Pierrefonds, restauré et réinventé par l'architecte Viollet-le-Duc durant la seconde moitié du XIXe siècle.

Le médiévalisme est un concept aussi ancien que le Moyen Âge. En effet, la notion de Moyen Âge est née sous les plumes des hommes du XVe siècle pour définir, représenter, l’époque entre l’Antiquité classique et la Renaissance comme un « Vide entre deux pleins ». Ce concept a été forgé dans l’opposition de ces deux périodes, il est donc médiévaliste par essence. Quand dans notre imaginaire collectif on assimile le Moyen Âge au fanatisme, au dogmatisme, à la torture, à la peste, etc., il s’agit d’une réminiscence de notre héritage de la Renaissance, des Lumières qui ont représenté l’époque médiévale comme une époque sombre. Inversement on doit au Romantisme du XIXe siècle notre vision positive du Moyen Âge. Celle des chevaliers, des châteaux forts, de l’amour courtois, etc. Ainsi dans nos esprits s’affrontent en même temps la nostalgie d’une époque que nous n’avons pas connue et une aversion profonde pour un « Âge sombre ».
Bien que le médiévalisme existe depuis la Renaissance, c’est au XIXe siècle qu’il entre en plein essor. Le terme apparaît pour la première fois en Angleterre en 1844 sous la forme de l’adjectif mediaevalism. Grâce au catholic emmancipation act de 1829, les catholiques peuvent désormais se faire élire au Parlement, accéder à de hautes charges publiques etc. A fortiori, cet acte a permis à l’Église catholique de se restructurer et de se développer pleinement en Grande-Bretagne. Le néologisme mediaevalism est créé dans ce contexte, dans le but de dénigrer l’Église catholique, pour convaincre que son retour n’est pas de bon augure car cette institution appartient à une autre époque. Trois ans plus tard, on peut observer une utilisation positive du mot medievalism. Un certain « Odard » décrit dans un guide de voyage le « spirit of Medievalism » de la cathédrale de Rouen par opposition à un paysage industriel omniprésent qu’il déplore. En effet, avec l’impulsion du romantisme de Victor Hugo et de Walter Scott, les sites médiévaux deviennent d’importants pôles touristiques. Les voyageurs expriment leur attrait pour les châteaux forts, les cathédrales, ils cherchent à retrouver un éden perdu loin des usines. Le XIXe siècle est empreint de médiévalisme, on le retrouve dans les arts (Der Ring des Nibelungen), dans la littérature (Ivanhoe, Notre-Dame de Paris et autres romans historiques) et même dans l’espace public (Viollet-Le-Duc, mises en scène en plein air). De plus, grâce à l’alphabétisation des classes populaires et rurales, le mythe du Moyen Âge se répand dans toutes les couches de la population occidentale.

Scènes de la littérature romantique
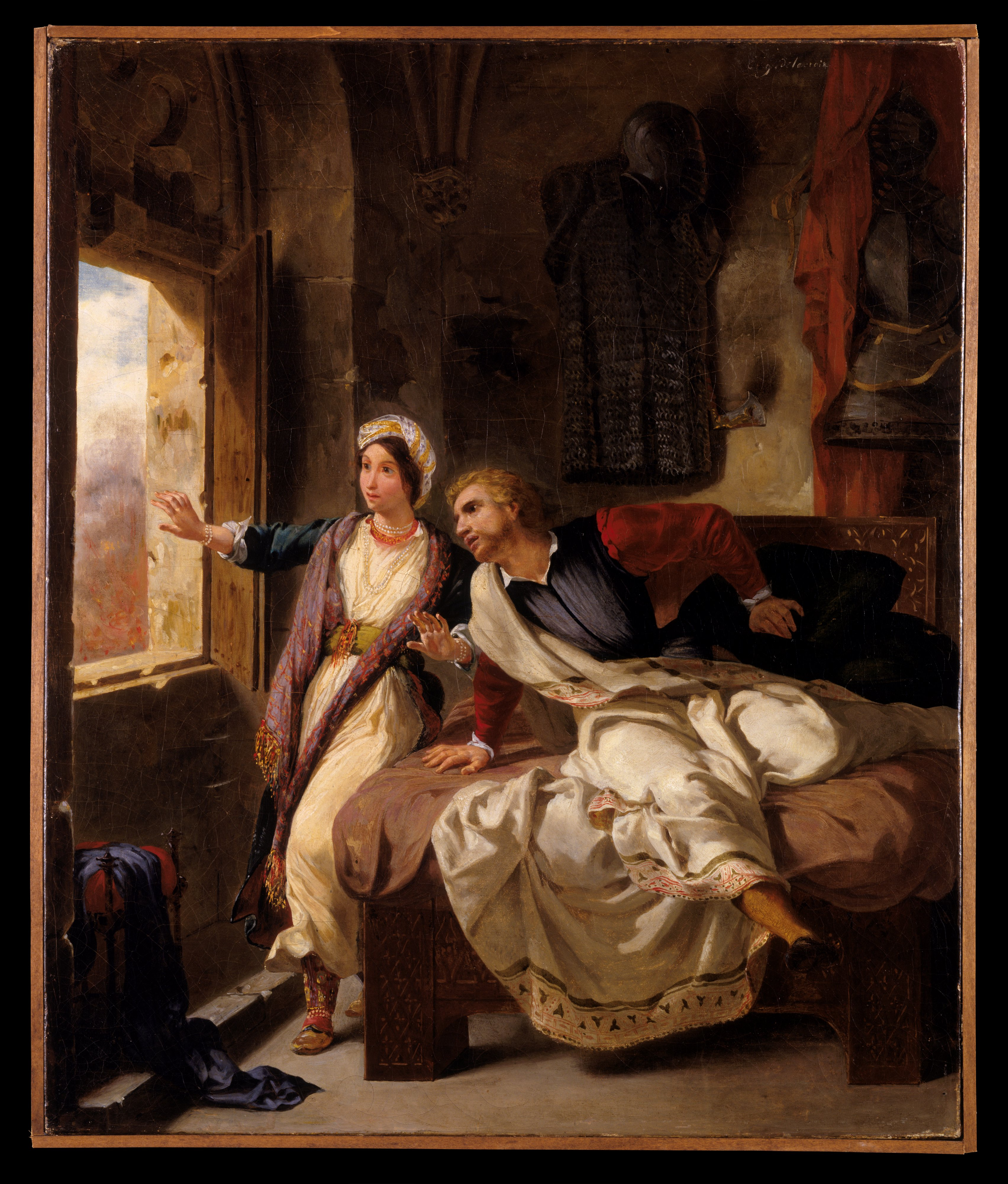
Rebecca et Ivanhoé blessé, toile d'Eugène Delacroix, 1823, Metropolitan, New York.
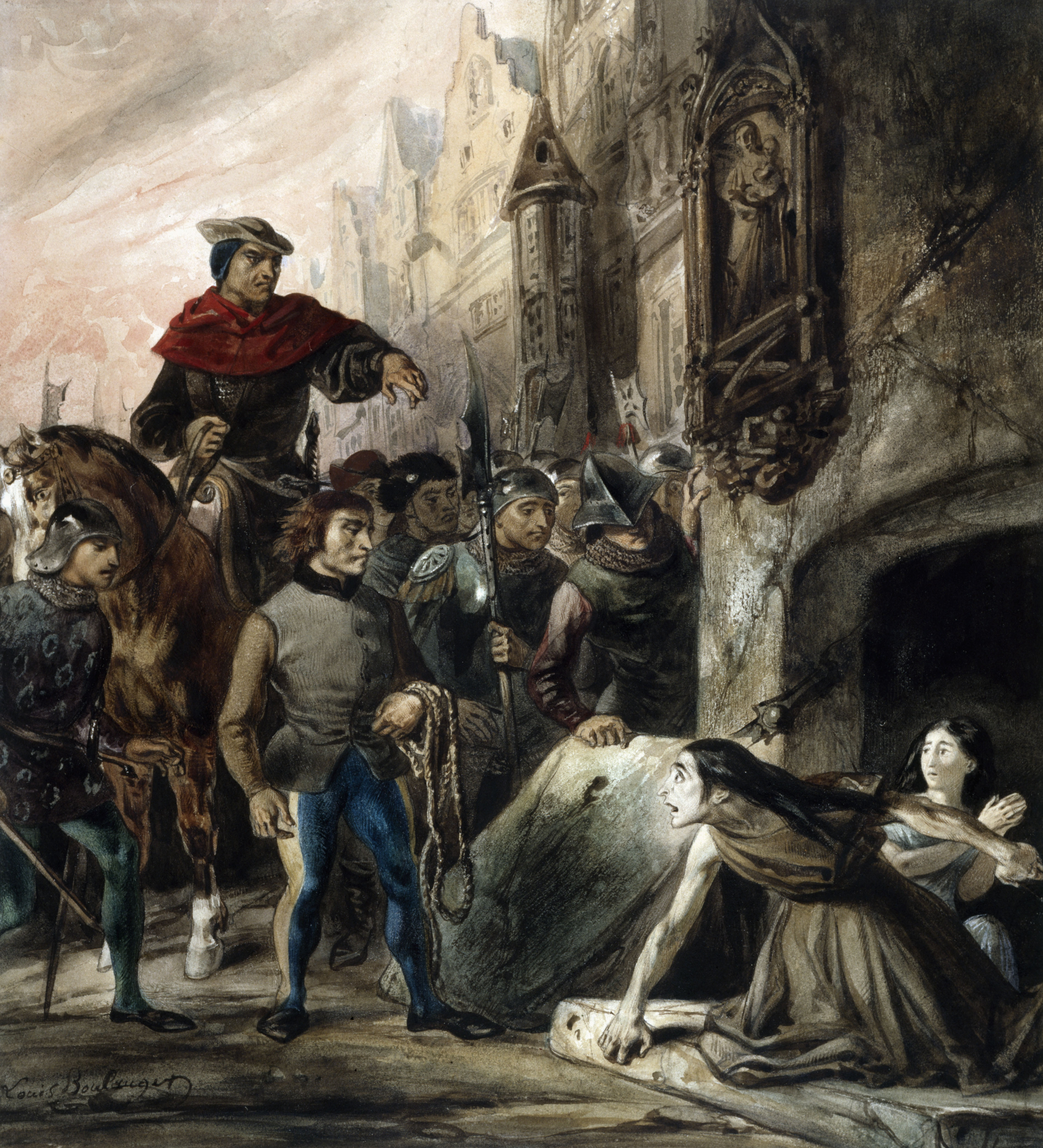
Scène de Notre-Dame de Paris peinte par Louis Boulanger, vers 1831, maison de Victor Hugo, Paris.

Tommaso di Carpegna Falconieri explique la très forte popularité d’un Moyen Âge mythique au XIXe siècle par deux aspects:

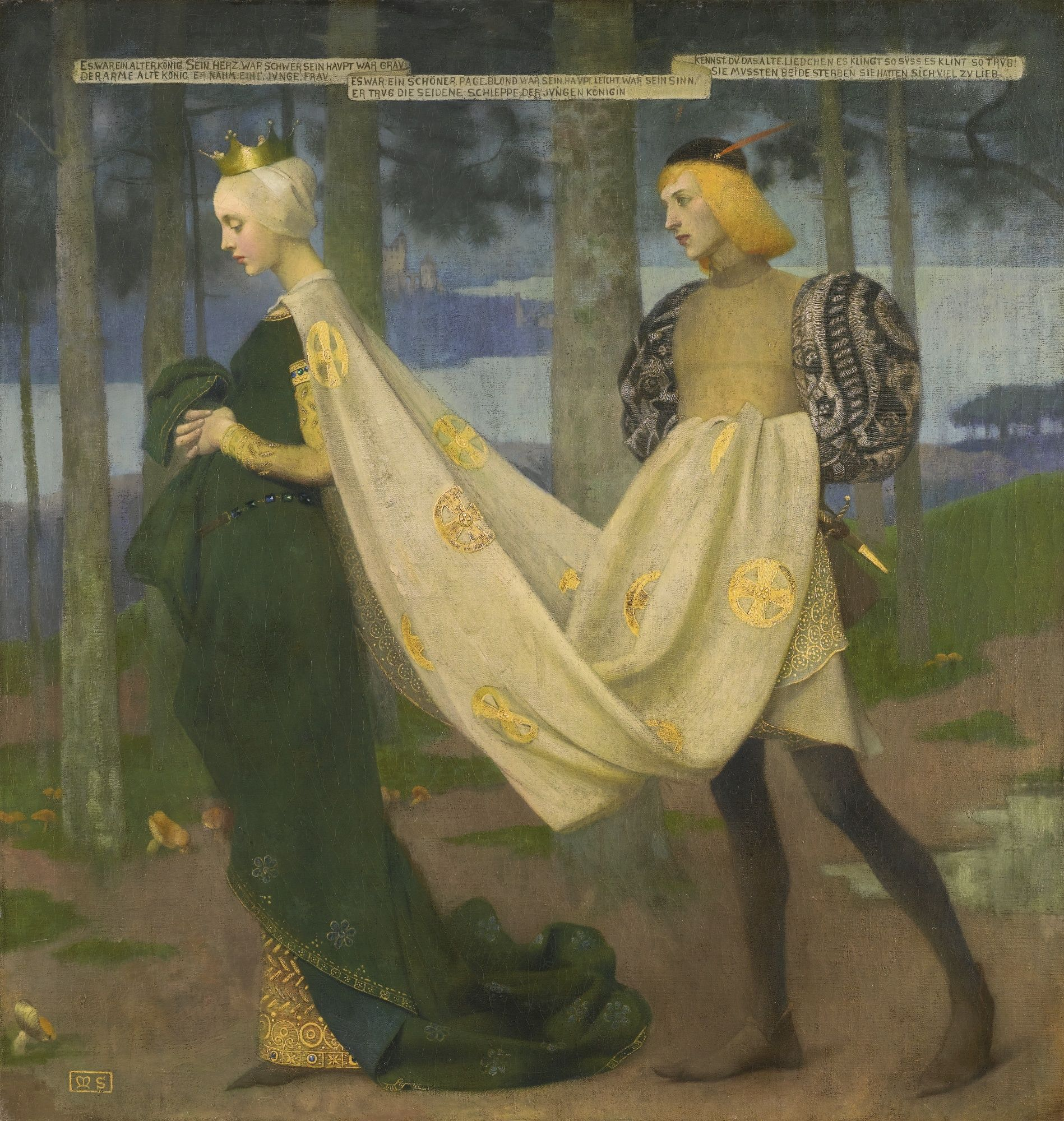
The Queen and the Page, tableau de Marianne Stokes, 1896.

L’époque médiévale serait « un des lieux de prédilection pour y placer le « merveilleux » ». Les contes et légendes populaires normalisent, uniformisent le Moyen Âge et donc le rapprochent davantage du mythe que de l’Histoire. Par exemple les châteaux sont tous calqués sur Neuschwanstein (qui n'est pas un château médiéval), malgré le fait que ce type d’édifice présente une grande diversité d’un point de vue historique. De même, tous les personnages suivent des archétypes : le prince (charmant), la princesse, le roi, la fée, la sorcière, etc. Ces différents éléments continuent d’être repris, représentés massivement dans notre pop-culture.
Au XIXe siècle, dans un contexte de création des nations, l’époque médiévale se révèle être un enjeu politique et idéologique important. En effet, des recherches sur les origines, sur la naissance de la patrie sont menées par les historiens et les archéologues. Alors qu’ils font usage de méthodes critiques et d’études de sources, ils deviennent de « véritables fabricants de mythes». Ainsi, de nombreux personnages historiques, comme Jeanne d’Arc ou encore Guillaume Tell, sont érigés en véritables héros dont les actions devraient inspirer le peuple, en héros d’un roman national. Enfin, les historiens véhiculent une certaine image de l’époque médiévale qui évolue au fil des décennies. L’histoire médiévale aussi scientifique et rigoureuse soit elle, est et sera toujours médiévaliste car l’historien est prisonnier de son temps. Souvent inconsciemment, il conçoit le Moyen Âge à travers des prismes contemporains.
Pour Matthews David, c’est à partir de la Première Guerre mondiale que naît une nouvelle forme de médiévalisme, que les historiens appellent néomédiévalisme. L’horreur des tranchées fait prendre conscience que la chevalerie, l’honneur et le courage n’existent pas. Ce ne sont que des mythes auxquels les soldats croyaient. En conséquence de ce traumatisme, des écrivains inventent des mondes imaginaires dans lesquels ces valeurs perdurent. Les deux principaux univers sont la Terre du Milieu et Narnia qui voient le jour respectivement sous les plumes de J. R. R. Tolkien et C. S. Lewis, en 1937 et en 1950. Ces mondes possèdent un aspect médiéval ainsi que des éléments fantastiques comme des trolls, des elfes, des satyres ou encore des magiciens.
Le médiévalisme revient dans les années 1970 en raison de nombreuses crises qui touchent les sociétés occidentales avec les deux chocs pétroliers, et explose véritablement après la chute du Mur de Berlin à tel point que Benoît Grevin parle en 2015 d'« invasion du Moyen Âge dans l’imaginaire, les pratiques et l’idéologie contemporaine ». Mais dès 1979, une conférence de Paul Zumthor à Beaubourg (Parler du Moyen Âge, 1980) avait marqué le début de la phase actuelle des recherches sur le médiévalisme.

## Historiographie
En plus de désigner les représentations post-médiévales du Moyen Âge, le médiévalisme consiste aussi en l’ensemble des études qui analysent ces représentations. Dans le monde anglo-saxon, on pourrait dater la naissance des Medievalism Studies grâce la création d’une revue académique par l’historien britannique Leslie J. Workman intitulée très sobrement, Studies in Medievalism, et dont le premier volume paraît en 1979. La même année à l’université de Salzbourg en Autriche a lieu une conférence sur la « réception du Moyen Âge » organisée par les philologues Jürgen Kühnel et Hans-Dieter Mück et Ulrich Müller, « Mittelalter-Rezeption » qui conduit à la publication d’un livre « Mittelalter-Rezeption: Gesammelte Vorträge des Salzburger Symposions « Die Rezeption mittelalterlicher Dichter und ihrer Werke in Literatur Bildender Kunst und Musik des 19. und 20. Jahrunderts ». Deux nouvelles autres conférences sont organisées à Salzbourg en 1982 et 1988. En outre-Atlantique Workman crée lui aussi une conférence intitulée The annual International Conference on Medievalism (ICOM). La première a lieu à l’université de Notre-Dame dans l’Indiana en 1986 et la dernière en date se situe à Atlanta en septembre 2019. Il faut noter que les deux historiographies ne s’ignorent pas car en 1990 Leslie J. Workman et Ulrich Müller coorganisent, au château de Kaprun, près de Salzbourg, un congrès qui constitue la cinquième édition de l’International Conference on Medievalism, et également la cinquième édition du Mittelalter-Rezeption Symposion. Les actes de colloque des ICOM sont publiés dans le Year's Work in Medievalism, cependant ce n’est pas le seul but de cette publication. En effet, le Year’s work est conçu comme un état des lieux du médiévalisme dans lequel bibliographies et comptes rendus d’ouvrages sont réalisés.
Comme le remarque Vincent Ferré, la revue Studies in medievalism commence à s’essouffler dans les années 1990. Les sujets des différents volumes consistent en des études de cas par régions géographiques, et peinent à se renouveler comme en témoignent les numéros Studies in Medievalism VII :Medievalism in England II en 1995, ou encore Studies in Medievalism VIII. Medievalism in Europe II. La revue connaît un tournant important lorsque son directeur Leslie J. Workman se retire. Les directeurs suivants Tom Shippey et Richard Utz préfèrent aborder le médiévalisme à travers différents thèmes tels que les films. (Studies in Medievalism XII : Film and Fiction: Reviewing the Middle Ages). Karl Fugelso, professeur d’histoire de l’art à l’université de Towson dans le Maryland, est, depuis 2007, le directeur. Lorsqu’il entre en fonction, il décide de consacrer quatre numéros entre 2007 et 2011 à une réflexion théorique sur le medievalism puis sur le neomedievalism.
Jusqu’au début des années 2000, les medievalism studies anglo-américaines portent principalement sur le revival du Moyen Âge du XIXe siècle avec notamment des études sur le mouvement du préraphaëlisme. Dans les années 2000, une nouvelle vague d’historiens et d’historiennes étudient les différentes formes du médiévalisme des XXe et XXIe siècles. Carol L. Robinson est une figure importante de cette génération de médiévalistes qui travaillent sur des perspectives nouvelles. Les représentations du Moyen Âge dans les media vidéo-ludiques et cinématographiques constituent ses principaux champs d’expertise.

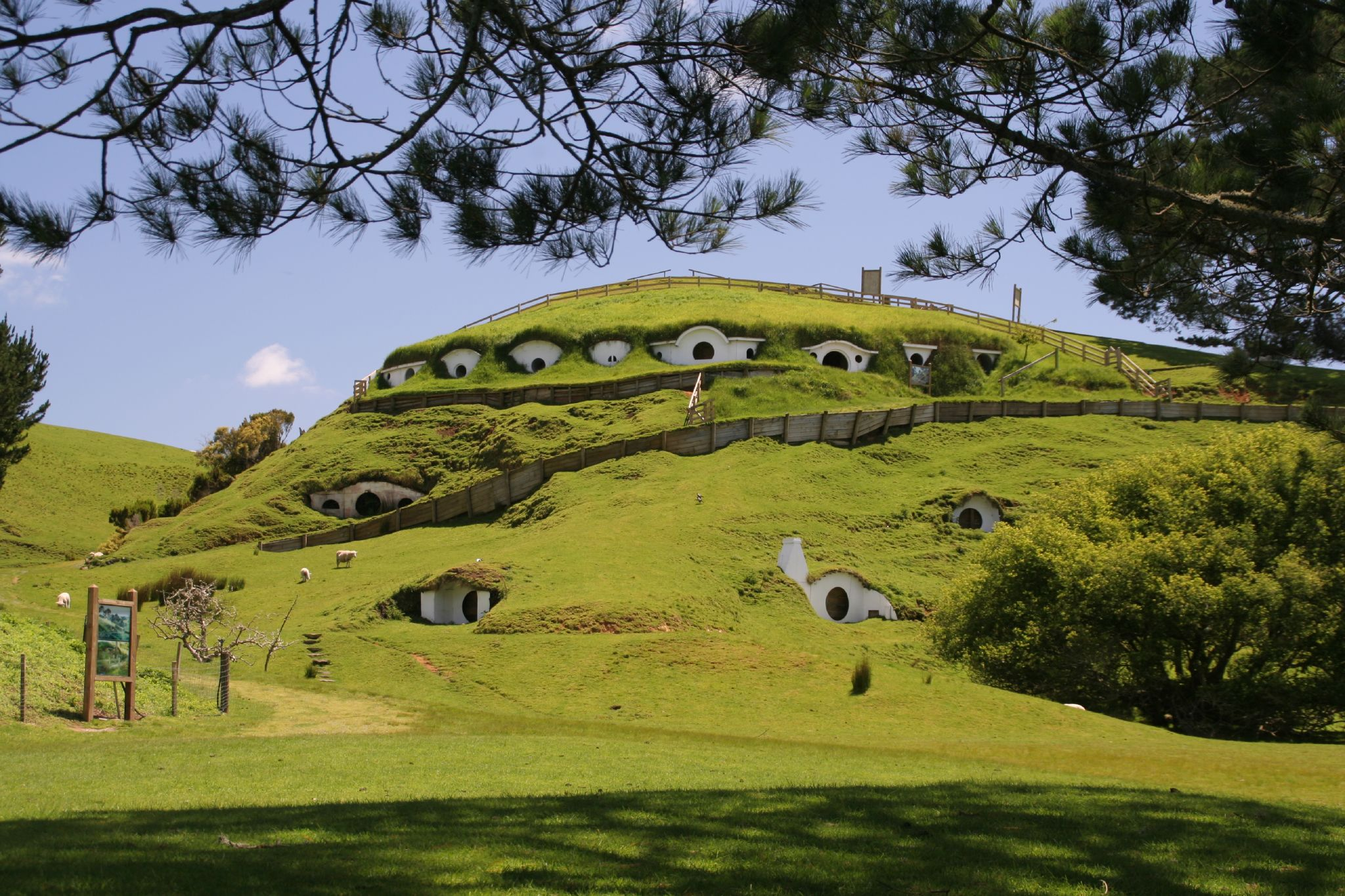
Décor près de Matamata (Nouvelle-Zélande) représentant Hobbitebourg, village de la Comté, dans l'adaptation du Seigneur des Anneaux par Peter Jackson en 2001-2003.

Dans une perspective post-moderne et post-coloniale, les historiens saisissent l'importance de déconstruire les représentations médiévalistes. Pour l'historienne Amy S. Kaufman, le néomédievalisme homogénéise l'époque médiévale dans la mesure où il sélectionne certains éléments spécifiques et efface les différences. En effet, un très grand nombre d'œuvres mettant en scène un monde médiéval se basent sur une conception occidentale du Moyen Âge. Cependant, d’un point de vue historique, l’Europe n’est pas la seule région à avoir connu une époque médiévale. l’Afrique subsaharienne est absente des œuvres néomédiévales, l’Islam et le Moyen-Orient sont encore souvent dépeints comme une altérité. Par exemple, dans l’adaptation cinématographique du Seigneur des Anneaux par Peter Jackson, les équipes créatives se sont très fortement inspirées des Arabes et des Berbères pour l’apparence visuelle des Haradrims, ce peuple mystérieux à l’extrême sud de la Terre du Milieu qui vouent allégeance à Sauron durant la guerre de l’Anneau. Les civilisations chinoises et japonaises quant à elles, sont peu représentées ou alors elles sont mises en marge. Dans des univers de jeux de rôles tels que Donjons & Dragons ou Pathfinder, les katanas et les saïs sont labellisés « exotiques », alors que le morgenstern, arme européenne, est considéré comme une « arme courante ». Dans un monde globalisé comme le nôtre, l’omniprésence d’œuvres néomédiévales effacent dans nos consciences la possibilité d’un Moyen Âge autre qu’européen. Le neomedievalism perpétue une certaine vision de l'Orient et constitue également un élément de l’impérialisme culturel occidental.
Même si le concept de médiévalisme apparaît tardivement, « les travaux consacrés à la réception du Moyen Âge dans les arts, et en particulier en littérature, se sont multipliés en France (comme dans les pays francophones) depuis vingt-cinq ans. » comme le souligne Vincent Ferré en 2010. En 1983, trois ans après l'essai de Paul Zumthor, paraît l’un des premiers ouvrages sur le sujet : L’image du Moyen Âge dans la littérature française de la Renaissance au xxe siècle. Quelques manifestations scientifiques sont organisées dans les années 1990, on peut notamment citer le colloque, en 1994, The Middle Ages after the Middle Ages in the English-speaking World par l’association des médiévistes anglicistes de l’enseignement supérieur (AMAES), ou encore, en 1996, le colloque La trace médiévale et les écrivains d’aujourd’hui sous la direction de Michèle Gally qui est ensuite publié quatre ans après avec des nouveaux apports tels que des travaux sur le cinéma et sur la bande dessinée.
Les années 2000 marquent une multiplication des évènements sur le médiévalisme à l’instar des séminaires à L’ENS de la rue d’Ulm, à l’université de Provence et à l’université Paris 13, respectivement organisés par Nathalie Koble et Mireille Seguy, Michèle Gally, Vincent Ferré et Anne Larue. En 2004 naît l’association Modernités Médiévales, qui a pour but de « promouvoir les manifestations universitaires, et plus largement culturelles, autour de la réception du Moyen Âge, réécritures et représentations, essentiellement aux XIX, XX et XXIe siècles ». L’association coordonne notamment un colloque annuel (Lorient, 2005 ; Arras, 2006 ; Aix-en-Provence, 2007 ; Bordeaux, 2008 ; Paris-XIII, 2009...). Elle possède également une grande base de données bibliographique, d’actes de colloques et d’article sur le médiévalisme classés en différents thèmes. Peu après le colloque fondateur de Metz-Malbrouck en 2009, où le terme de médiévalisme est proposé pour rassembler des recherches de littéraires, d'historiens, spécialistes de cinéma... les initiatives se multiplient à partir des années 2010. En 2015, William Blanc et Christophe Naudin consacrent un livre à l'instrumentalisation de la figure de Charles Martel et de la bataille de Poitiers, rappelant ainsi que la période médiévale était et est encore l'objet d'une réécriture permanente, souvent avec des finalités politiques. La même année sort un livre sur le Moyen Âge au cinéma ainsi qu'un article analysant l'image de la période médiévale dans la série Game of Thrones. En 2016, William Blanc publie un ouvrage consacré aux réécritures contemporaines du mythe arthurien. La même année sort un livre consacré au Moyen Âge dans la bande dessinée. En mars 2017, un colloque sur la série Kaamelott est organisé à la Sorbonne.